# Will Holden
Will Holden (Green Cove Springs, 14 settembre 1993) è un giocatore di football americano statunitense che milita nel ruolo di offensive tackle per i New York Giants della National Football League  (NFL).

## Carriera

### Arizona Cardinals
Holden al college giocò a football all'Università Vanderbilt dal 2013 al 2016. Fu scelto nel corso del terzo giro (98º assoluto) nel Draft NFL 2017 dagli Arizona Cardinals. Il 2 maggio firmò un contratto quadriennale del valore di 2,66 milioni di dollari. Debuttò come professionista partendo come titolare nella vittoria sugli Indianapolis Colts ai tempi supplementari.